# Ferdinand Weber von Ebenhof
Ferdinand Weber, od roku 1865 Weber rytíř von Ebenhof (také Ferdinand von Weber-Ebenhof) (30. dubna 1819 Cerhenice – 27. července 1893 Praha) byl český lékař, porodník a vysokoškolský učitel.

## Život
Narodil se v Cerhenicích u Kolína do rodiny panského správce Jakuba Webera a Franzisky Weberové, rozené Freytagové. Studoval na pražské univerzitě a byl asistentem Antonína Jana Jungmanna a Franze Kiwische von Rotterau. V roce 1843 byl promován na Doktora medicíny, poté byl sekundárním lékařem ve VFN v Praze a v pražské psychiatrické léčebně. Pak působil v Haliči jako lékař cholery.
V roce 1849 získal Weber místo okresního lékaře v Zolkiewu. V roce 1854 byl jmenován profesorem porodnictví pro chirurgy a sestry v Lembergu. Učil v němčině a polštině. V letech 1854–1855 byl vedoucím lékařem vojenské nemocnice a od roku 1855 vedoucím lékařem cholerové nemocnice v Lembergu. V roce 1865 ho adoptoval jeho strýc Wenzel Weber Ritter von Ebenhof, a udělením diplomu z 26. ledna 1865 byl povýšen do šlechtického stavu.
V roce 1870 přijal Weber místo profesora porodnictví v němčině a češtině na pražské univerzitě. Zde se jednou stal děkanem a dvakrát byl proděkanem fakulty. Od roku 1872 byl členem státní lékařské rady a od roku 1874 přednostou státního mateřského a nalezeneckého domova pro Čechy. Vedle těchto funkcí byl členem městské zdravotní rady.
V roce 1889 odešel Weber do důchodu.
Místodržitel Philipp Weber von Ebenhof byl jeho bratr, další bratr Ernst Weber von Ebenhof byl sekčním šéfem na ministerstvu orby. 

## Dílo (výběr)
- Die Rinderpest in symptomatologischer, pathologisch-anatomischer, diagnostischer und medicinal-polizeilicher Beziehung, Prag 1852. (Mor skotu v symptomatologickém, patologicko-anatomickém, diagnostickém a léčebně-policejním vztahu, Praha 1852.)
- Lehrbuch der Geburtshilfe für Hebammen, Prag 1871. (Učebnice porodnictví pro porodní asistentky, Praha 1871.)
- Das antiseptische Verfahren in der Geburtshülfe. Ein Leitfaden für Geburtshelferinnen etc., Prag 1879. (Antiseptický postup v porodnictví. Průvodce pro porodní asistentky atd., Praha 1879)